# Caulokaempferia amplexicaulis
Caulokaempferia amplexicaulis là một loài thực vật có hoa trong họ Gừng. Loài này được Suksathan mô tả khoa học đầu tiên năm 2005.